# Павле Поповић
Павле Поповић (Београд, 16. април 1868 — Београд, 4. јун 1939) био је српски историчар књижевности, професор и академик. Поповић је био ректор Универзитета у Београду.

## Биографија
Рођен је у Београду 16. априла (4. априла по јулијанском календару) 1868. Професор Павле Поповић је предавао на Филозофском факултету у Београду више од тридесет година (1904—1938). У српској научној и културној средини био је један од најутицајнијих професора београдског филолошког круга. Био је уредник Српског књижевног гласника (1905—1906), оснивач Друштва за српски језик и књижевност (1910), оснивач часописа Прилози за књижевност, језик, историју и фолклор (1921), председник Српске књижевне задруге (1928—1937), ректор Београдског универзитета (1924—1928).
За време Првог светског рата Павле Поповић се ангажовао и политички. У Лондону је уређивао билтен Press Ecstracts (1916—1917) и био је члан Југословенског одбора. У Енглеској је написао и књигу Југословенска књижевност чије се прво издање појавило у Кембриџу 1918. Као један од твораца нове државе, том књигом је очигледно желео да покаже, између осталог, да њен троимени народ (Срби, Хрвати, Словенци) има и једну заједничку књижевност. Став који је он, притом, изражавао није био његов лични. То је био став снага које су стварале нову државу, а пре свега став Југословенског одбора.
Пре тога чина, Павле Поповић је већ био признати стваралац. Његов избор за професора српске књижевности на Великој школи (1904) односно на Београдском универзитету (од 1905) значајан је датум у историји српске књижевности. Поповићу се следеће године (1905) на истој катедри и на истом предмету придружио још један професор, Јован Скерлић. Њих двојица ће заједно, све до Скерлићеве смрти (1914) предавати историју српске књижевности.
Поповић и Скерлић су свој наставни предмет делили тако што је Павле Поповић предавао народну, стару (односно средњовековну) и средњу (дубровачку) књижевност, а Скерлић само нову српску књижевност. Из тих њихових предавања настале су две књиге: Поповићев Преглед српске књижевности (1909) и Скерлићева Историја нове српске књижевности (1914). Те две књиге заједно и комплементарно представљале су српску књижевност као целину. Корпус српске књижевности, по њима, обухватао је четири дела или „области“ (Поповићев израз): народну, стару, средњу (тј. дубровачку) и нову књижевност. Такво сагледавање корпуса српске књижевности није било лично мишљење двојице младих београдских професора. Оно је проистицало из већ стогодишњег бављења југословенском и српском књижевношћу којем су значајне прилоге дали: Копитар, Шафарик, Пипин, Александар Сандић, Ватрослав Јагић, Стојан Новаковић и други. Слична подела важила је и за хрватску књижевност која је често обрађивана заједно или комплементарно са српском.
Павле Поповић је између два светска рата имао огроман ауторитет. Његов Преглед је обилато прештампаван (има десетак издања). У то време вршио је утицај сличан Скерлићевој Историји. Обе књиге су, на комплементаран начин, представљале српску књижевност као целину.
Између два светска рата, међутим, у духу нове државне идеје, више се инсистирало на југословенској књижевности него на посебним националним књижевностима. У духу те идеје настала је, за школске потребе, и Југословенска књижевност Милоша Савковића са пратећим хрестоматијама текстова. И њена тежња је била да се југословенска књижевност представи као целина, са јасном намером, као и у књизи Павла Поповића под истим називом, да се на националним одредницама не инсистира или да се оне бришу у име заједништва. Из истог настојања се и Катедра за српску књижевност претворила у Катедру за југословенску књижевност. Катедре под тим именом трајале су у више универзитетских центара до пред крај шездесетих година овог века; после тога су се трансформисале у катедре за југословенске књижевности (множина).
Пре него што се почела распадати југословенска држава почела се распадати југословенска књижевност. Књига Југословенска књижевност, коју је, по налогу југословенског Комитета за сарадњу са иностранством писао Антун Барац (1954) већ је била наговештај таквог распада. Та књига има исти наслов као и књиге Поповића и Савковића. Али се у њој од почетака, паралелно али одвојено, прати посебан развој трију југословенских литература: српске, хрватске и словеначке. То више, стварно, није историја једне већ три блиске литературе.
У књизи Антуна Барца, која има исти наслов као и књиге Поповића и Савковића дошло је до још једног значајног померања: дубровачка књижевност је код Барца укључена у хрватску. То није нова чињеница у односу на претходне историје хрватске књижевности: хрватски историчари су од 19. века дубровачку књижевност сматрали саставним делом хрватске књижевности, као што се она у историјама српске књижевности сматрала саставним делом српске, или бар заједничком српскохрватском књижевношћу. После Барца дубровачка књижевност је изостављена из корпуса српске књижевности. Тако ће бити учињено у едицији Српска књижевност у сто књига која се појавила у издању Матице српске и Српске књижевне задруге (1958—1966), затим у Нолитовој едицији Српска књижевност у књижевној критици у осам књига (1965), у Историји српске књижевности Јована Деретића (1983) и другде. Имати у виду само Скерлићеву историју, а не и Поповићеву, значило је имати у виду само један део српске литературе. Пошто је Скерлић, у својој Историји, негирао уметничке вредности и старе, односно српске средњовековне књижевности и дубровачке књижевности, лако се могао стећи утисак да он у својој Историји говори о српској књижевности у целини. Педесетогодишње одстрањивање Павла Поповића из научне јавности и наставне праксе очигледно је оставило крупне трагове на свести професора који су после рата формирани а који данас предају српску књижевност. Од четири области српске књижевности које је Поповић унео у своју Југословенску књижевност сада Срби из те заједничке југословенске књижевности излазе само са једном од тих области - оном коју је предавао Скерлић. Српска књижевност се тако скраћује за више од пет векова и сужава на вештачки омеђено духовно подручје.

## Дела
- Преглед српске књижевности (1909[3]
- Југословенска књижевност (1918)
- Нова српска књижевност 1 (постхумно, 1999)
- Нова српска књижевност 2 (постхумно, 2000)
- Народна књижевност (постхумно, 2000)
- Дубровачке студије (постхумно, 2000)
- Милован Видаковић (постхумно, 2000)
- О Његошу (постхумно, 2000)
- Стара српска књижевност (постхумно, 2000)
- Дневник (постхумно, 2000)
- Књижевна критика - књижевна историографија (постхумно, 2002)
- Ћирило и Методије (постхумно, 2004)
- Свети Сава (постхумно, 2004)